# Andriej Diejew
Andriej Władimirowicz Diejew (ros. Андрей Владимирович Деев; ur. 20 stycznia 1978 w Jekaterynburgu) – rosyjski florecista, brązowy medalista mistrzostw świata.
W 1998 roku zdobył brąz indywidualnie na mistrzostwach świata juniorów w Valencii.
Podczas mistrzostw świata w Lipsku w 2005 roku wywalczył indywidualnie brązowy medal. Wyprzedzili go jedynie Włoch Salvatore Sanzo i Chińczyk Zhang Liangliang. Był też między innymi piąty w rywalizacji drużynowej na mistrzostwach świata w Seulu w 1999 roku.
Wystartował na igrzyskach olimpijskich w Sydney w 2000 roku, gdzie drużynowo był ósmy, a indywidualnie zajął 25. miejsce. Były to jego jedyne starty olimpijskie.
Ponadto zdobył drużynowo srebrne medale na mistrzostwach Europy w Zalaegerszeg w 2005 roku i mistrzostwach Europy w Gandawie w 2007 roku oraz brązowy na mistrzostwach Europy w Izmirze w 2006 roku.